# Japan Le Mans Challenge 2007
Navigation
Édition précédente
La saison 2007 du Japan Le Mans Challenge  est la deuxième et dernière édition de cette compétition. Elle se déroule du 13 mai au 27 octobre 2007 et comprend quatre manches, dont les 1 000 kilomètres de Fuji. Ce challenge suit les règles appliquées lors des 24 Heures du Mans.

## Calendrier
| Manche | Course                   | Circuit                         | Date       |
| ------ | ------------------------ | ------------------------------- | ---------- |
| 1      | 1000 km de Sugo          | Sportsland SUGO                 | 13 mai     |
| 2      | 1 000 kilomètres de Fuji | Fuji Speedway                   | 3 juin     |
| 3      | 1000 km de Motegi        | Twin Ring Motegi                | 22 juillet |
| 4      | 1000 km d’Okayama        | Circuit international d'Okayama | 27 octobre |

## Résultats
Vainqueur général en gras.
| Manche | Circuit | Équipe gagnante LMP1          | Équipe gagnante LMP2                            | Équipe gagnante GT1                         | Équipe gagnante GT2                             |
| Manche | Circuit | Pilotes gagnants LMP1         | Pilotes gagnants LMP2                           | Pilotes gagnants GT1                        | Pilotes gagnants GT2                            |
| ------ | ------- | ----------------------------- | ----------------------------------------------- | ------------------------------------------- | ----------------------------------------------- |
| 1      | Sugo    | #22 Hitotsuyama Racing        | #18 AIM Sports                                  | #21 Hitotsuyama Racing                      | #27 Team Kawamura                               |
| 1      | Sugo    | Hideki Noda Shinsuke Yamazaki | Yuji Aso Masayuki Yamashita Masaru Tomizawa     | Akira Iida Tomonobu Fujii                   | Koji Aoyama Sinichi Takagi Morio Nitta          |
| 2      | Fuji    | #22 Hitotsuyama Racing        | #18 AIM Sports                                  | #21 Hitotsuyama Racing                      | #27 Team Kawamura                               |
| 2      | Fuji    | Hideki Noda Shinsuke Yamazaki | Yuji Aso Masaru Tomizawa Yoshitaka Kuroda       | Akira Iida Tomonobu Fujii                   | Koji Aoyama Sinichi Takagi Morio Nitta          |
| 3      | Motegi  | #22 Hitotsuyama Racing        | #15 Max Racing                                  | #21 Hitotsuyama Racing                      | #27 Team Kawamura                               |
| 3      | Motegi  | Hideki Noda Shinsuke Yamazaki | Toshiya Itou Masayuki Ueda Kazuyoshi Takamizawa | Akira Iida Tomonobu Fujii                   | Koji Aoyama Sinichi Takagi Morio Nitta          |
| 4      | Okayama | #16 Team Mugen                | #18 AIM Sports                                  | #21 Hitotsuyama Racing                      | #20 Hitotsuyama Racing                          |
| 4      | Okayama | Haruki Kurosawa Shinji Nakano | Masaru Tomizawa Yuuji Asou Tsubasa Kurosawa     | Akira Iida Tomonobu Fujii Mikio Hitotsuyama | Hideo Fukuyama Yukinori Taniguchi Yukihiro Hane |